# Salma de Nora

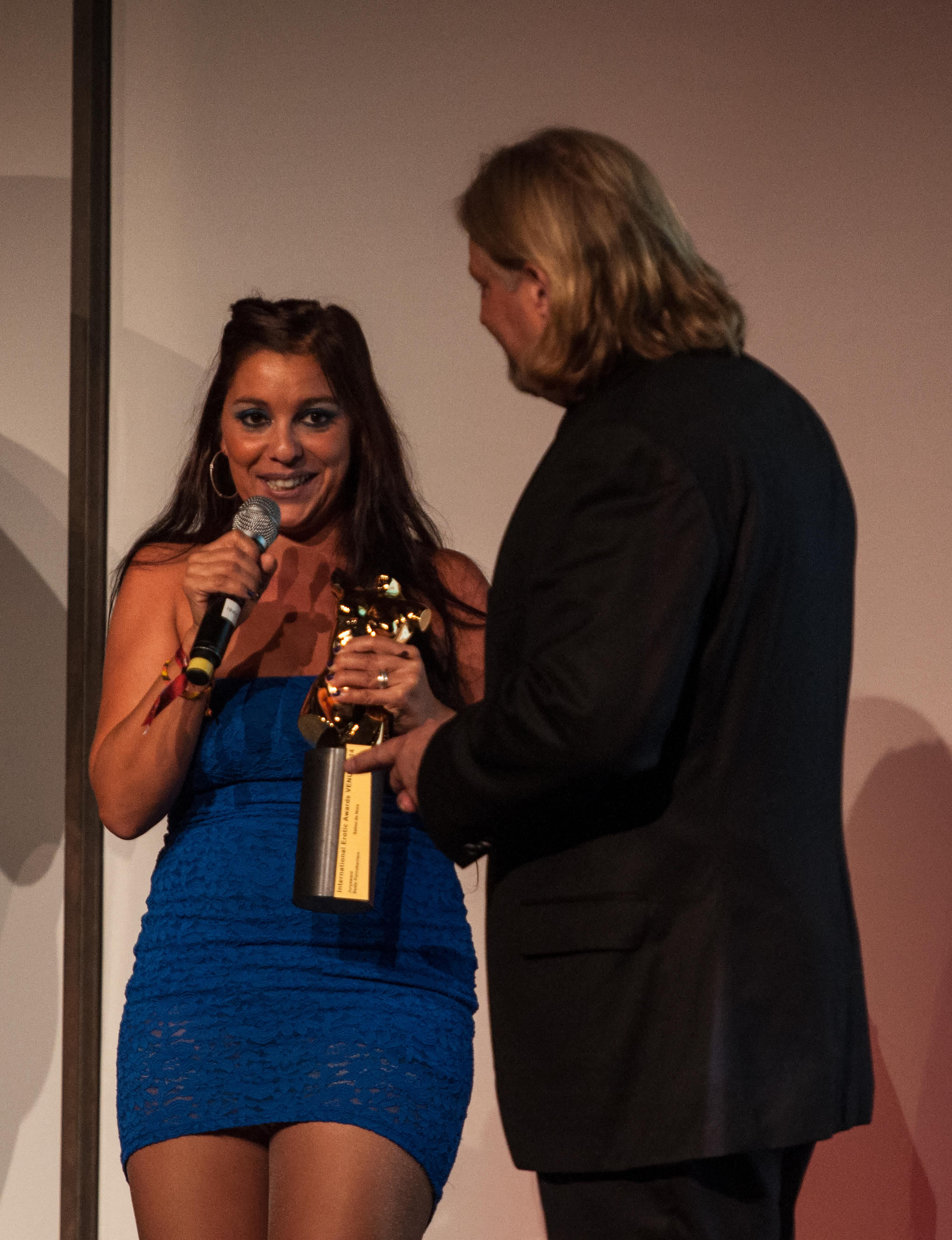
Salma de Nora

Salma de Nora  (n. 16 iunie 1979 la Madrid) este o actriță porno spaniolă, ea mai este cunoscută sub numele de Salma Heidegg. La vârsta de 14 ani a început Salma să joace teatru, visând să devină actriță. După ce cunoaște pe producătoarea de filme TV,  Hannelore Elsner, se va muta în anul 2003 la Berlin.  Aici va începe să se lase fotografiată nud, ulterior va trece în branșa pornografiei. Ea a jucat în Germania, în Spania în ca. 70 de filme porno, devenind cunoscută și în Olanda, Belgia și Elveția.

## Premii
2008: FICEB Award:
2006: Brüssel cea mai bună actriță
2007: Venus Award Berlin: cea mai bună actriță din Europa
2006: Venus Paris: cea mai bună actriță din Spania
2006: Extasia Elveția: cea mai bună actriță din Spania
2007: Expo Sex Madrid:cea mai bună actriță din Spania
2006: Seda Mallorca: cea mai bună actriță din Spania